# Buire-sur-l'Ancre
Buire-sur-l'Ancre is een gemeente in het Franse departement Somme (regio Hauts-de-France) en telt 312 inwoners (1999). De plaats maakt deel uit van het arrondissement Péronne. In de gemeente ligt spoorwegstation Buire-sur-l'Ancre.

## Geografie
De oppervlakte van Buire-sur-l'Ancre bedraagt 5,2 km², de bevolkingsdichtheid is 60,0 inwoners per km².
De onderstaande kaart toont de ligging van Buire-sur-l'Ancre met de belangrijkste infrastructuur en aangrenzende gemeenten.

## Demografie
Onderstaande figuur toont het verloop van het inwonertal (bron: INSEE-tellingen).